# Faun
Pour les articles homonymes, voir Faun (homonymie).
 (décembre 2019).
Si vous disposez d'ouvrages ou d'articles de référence ou si vous connaissez des sites web de qualité traitant du thème abordé ici, merci de compléter l'article en donnant les références utiles à sa vérifiabilité et en les liant à la section « Notes et références ».
Faun est un groupe de musique néofolk allemand d'inspiration médiévale, celtique et dark wave, originaire de Gräfelfing, en Bavière. Il a été formé en 1998.
Leur musique se distingue par l'utilisation d'instruments anciens et une présence importante du chant. Elle est parfois teintée d'un soupçon de sons électroniques. Parmi les instruments qu'ils utilisent se trouvent la harpe celtique, le schlüsselfiedel suédois (nyckelharpa), la vielle à roue, le bouzouki, des cornemuses, la cithare, diverses flûtes et beaucoup d'autres.

## Biographie
Le groupe est fondé en 1998 par Oliver Pade (Oliver « Sa Tyr »), Birgit Muggenthaler et Werner Schwab. Ils sont rejoints par Fiona Rüggeberg en 2000 et par Elisabeth Pawelke (« Lisa ») en 2001. L'année de l’arrivée de Fiona, Birgit Muggenthaler quitte le groupe pour se concentrer davantage sur son implication dans Schandmaul, un groupe formé la même année que Faun. Werner Schwab quitte également le groupe rapidement. Rüdiger Maul rejoint Faun en tant que percussionniste, et en 2002 sort le premier album Zaubersprüche. Niel Mitra y est invité, et devient ensuite membre à part entière du groupe, en ajoutant des parties électroniques.
En 2008, Lisa Pawelke quitte le groupe pour se consacrer à ses études de chant. Plusieurs chanteuses successives sont accueillies par la suite au sein du groupe, souvent pour de courtes périodes, à commencer par Sandra Elflein, avec qui Faun va enregistrer Der Buch der Balladen. Sandra quittera Faun en avril 2012 pour des raisons de santé.

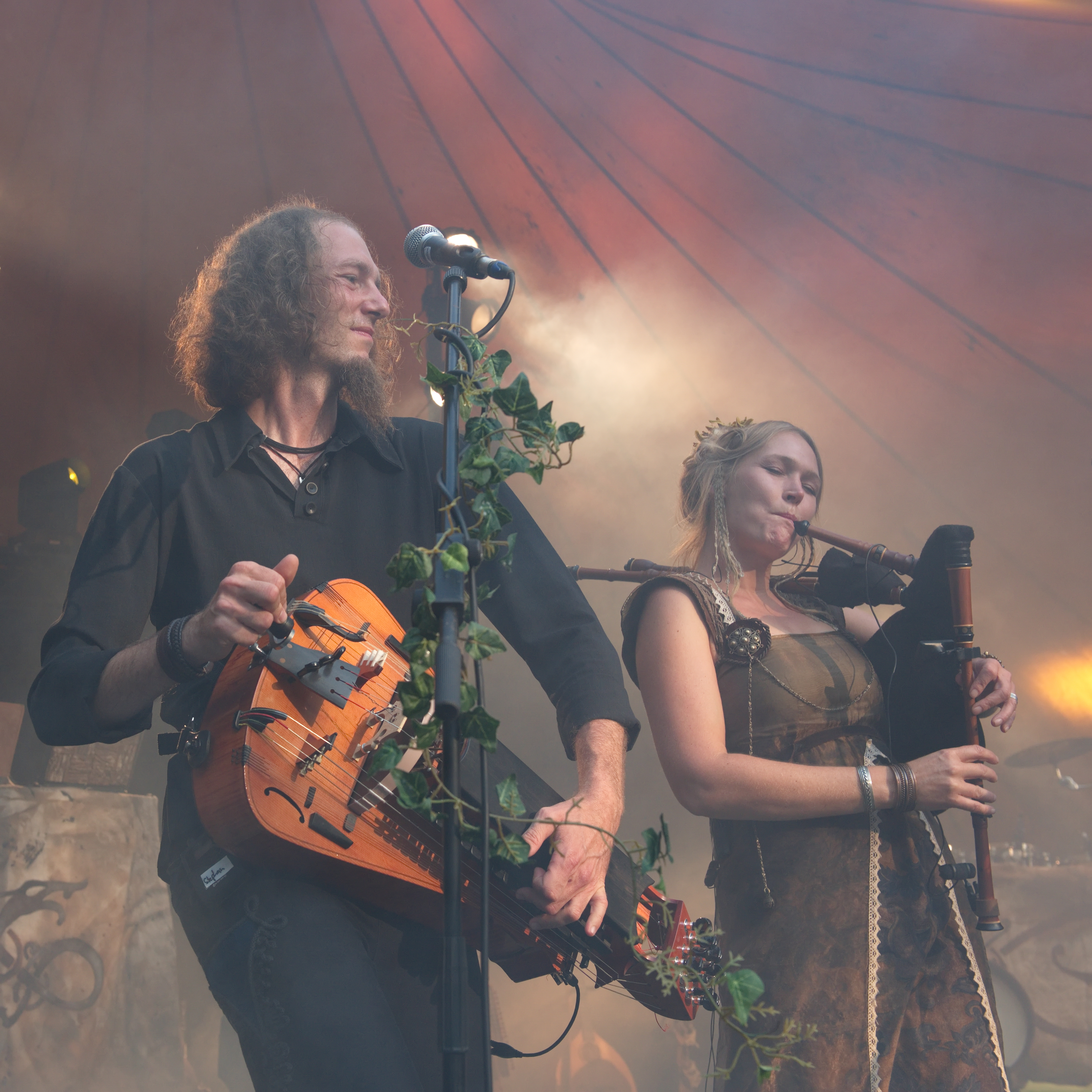
Stephan Groth et Fiona Rüggeberg.

Après avoir assuré quelques concerts à quatre, le groupe accueille Margarete Eibl (« Rairda ») en mai 2010. Après les concerts d'été, une autre tournée acoustique suit, au cours de laquelle de nombreuses chansons sont présentées dans de nouvelles versions. Le groupe annonce que le travail sur le nouvel album, qui est en production depuis 2007, devrait être terminé au printemps 2011 en studio. Les chansons du nouveau disque sont présentées lors des concerts des festivals de 2010 et lors des concerts acoustiques ultérieurs. Le nouvel album sort en juin 2011 sous le nom d'Eden.
En 2012 deux nouveaux membres sont engagés pour le projet suivant : Sonja Drakulich (chanteuse du groupe indépendant américain Stellamara) et Stephan Groth à la vielle à roue et aux chœurs. Si Sonja n'accompagne le groupe que provisoirement, Stephan travaille quant à lui sur tous les projets suivants, et ses parties chantées occupent une place plus importante.
En 2013, Katja Moslehner remplace Sonja, et Faun signe un contrat avec le label Universal Music Deutschland, qui assurera la promotion et la distribution des albums suivants. Cet arrangement assure un gain de popularité pour le groupe : le CD Von den Elben atteint la septième place des ventes en Allemagne en 2013. Sur cet album, et contrairement aux albums précédents, toutes les chansons n'ont pas été écrites par le groupe lui-même. Les parties instrumentales sont moins longues et la plupart des morceaux durent moins de quatre minutes. Ce choix a été vivement critiqué par les fans qui considèrent que le groupe prend un virage trop commercial. Ce a quoi le groupe répond qu'ils restent fidèles à eux-mêmes, mais qu'un premier album pour un label majeur nécessite des compromis musicaux.
L'album Luna sort en 2014 et obtient la quatrième place des ventes en Allemagne. En 2015, le groupe participe à l'émission Unser Song Für Österreich pour représenter l'Allemagne au Concours Eurovision de la chanson 2015 avec la chanson Diese Kalte Nacht (issue de l'album Von den Elben). Il n'a cependant pas été qualifié pour le tour suivant.
L'album Midgard obtient quant à lui la troisième place des ventes en Allemagne à sa sortie en 2016. En février 2017, Katja Moslehner quitte le groupe, et est remplacée par Laura Fella au chant, à la mandoline et au tambour sur cadre. Cette dernière assure également la tournée de Midgard, qui avait été enregistré avec Katja.
En novembre 2019, le groupe sort Märchen & Mythen, leur dixième album studio. Fiona Rüggeberg, qui assurait des parties de chant, de flutes et de cornemuse depuis les débuts, annonce en février 2020 qu'elle quitte à son tour le groupe. Elle est remplacée par Adaya Lancha Bairacli.
Le 17 Juin 2023, ils se produisent à Clisson, en France, à l'occasion de la seizième édition du Hellfest.

## Style musical

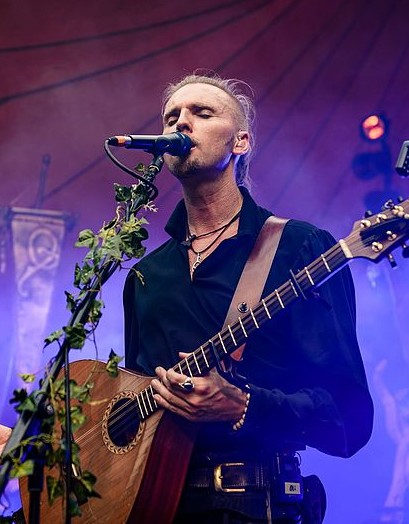
Oliver Pade.

Le terme « Paganfolk » a été inventé par le groupe pour caractériser leur musique, qui selon Oliver Pade ne se classait pas dans un autre genre existant[réf. nécessaire]. Le répertoire de Faun s'étend des ballades mélancoliques aux danses populaires, auxquelles viennent se greffer une forte thématique autour de la nature. Le groupe réadapte d'une part des chansons historiques de différentes époques et régions du monde (ce qui inclut de nombreuses langues d'interprétation), et d'autre part, de nombreuses compositions originales.
Les textes sont interprétés le plus souvent en différents dialectes germaniques comme le haut allemand, le moyen allemand occidental et oriental, mais aussi en vieux norrois. On y décèle également du latin, hongrois, finnois, judéo-espagnol, ancien français et de l'anglais. Le chant est assuré le plus souvent à deux voix, avec la voix de Fiona Rüggeberg en appuis dans les graves. Des voix auxquelles viennent s'ajouter des instruments traditionnels et anciens comme la vielle à roue, la harpe, le bouzouki, le dulcimer... Le rythme est introduit par des percussions et, depuis l'arrivée de Niel Mitra, par des instruments électroniques et boîtes à rythme.
Sur leur premier album, Zaubersprüche, le groupe intègre une thématique autour des ballades musicales de la fin du Moyen Âge et du romantisme. Il ne contient à ce moment-là que des éléments acoustiques. Sur Licht, les ballades romantiques laissent place aux danses exubérantes telles que Andro, Unda ou Punagra. L'album Eden se consacre quant à lui à l'idée mythologique du paradis du point de vue de différentes cultures et époques, et mêle des instruments anciens et des sons électroniques modernes. Le thème de la nature est omniprésent.
Faun est un exemple de musique dont le style musical rassemble les fans du folk médiéval allemand, du néopagan et du folk metal.

## Membres
- Oliver « Sa Tyr » Pade – chant, bouzouki irlandais, nyckelharpa, harpe celtique, guitare, mandore
- Laura Fella (depuis 2017) – chant, mandoline, tambour sur cadre
- Stephan Groth (depuis 2012) – chant, vielle à roue, low whistle, cistre
- Adaya Lancha Bairacli (depuis 2020) - chant, cornemuse, harpe, lyre, flûtes, banjola
- Rüdiger Maul (depuis 2000) – divers tambours sur cadre (dont tar, mazhar et riq), taiko, davul, darbuka, timba et beaucoup d'autres instruments à percussion
- Niel Mitra – parties électroniques (sequencer, sampler, synthétiseur…)

### Anciens membres

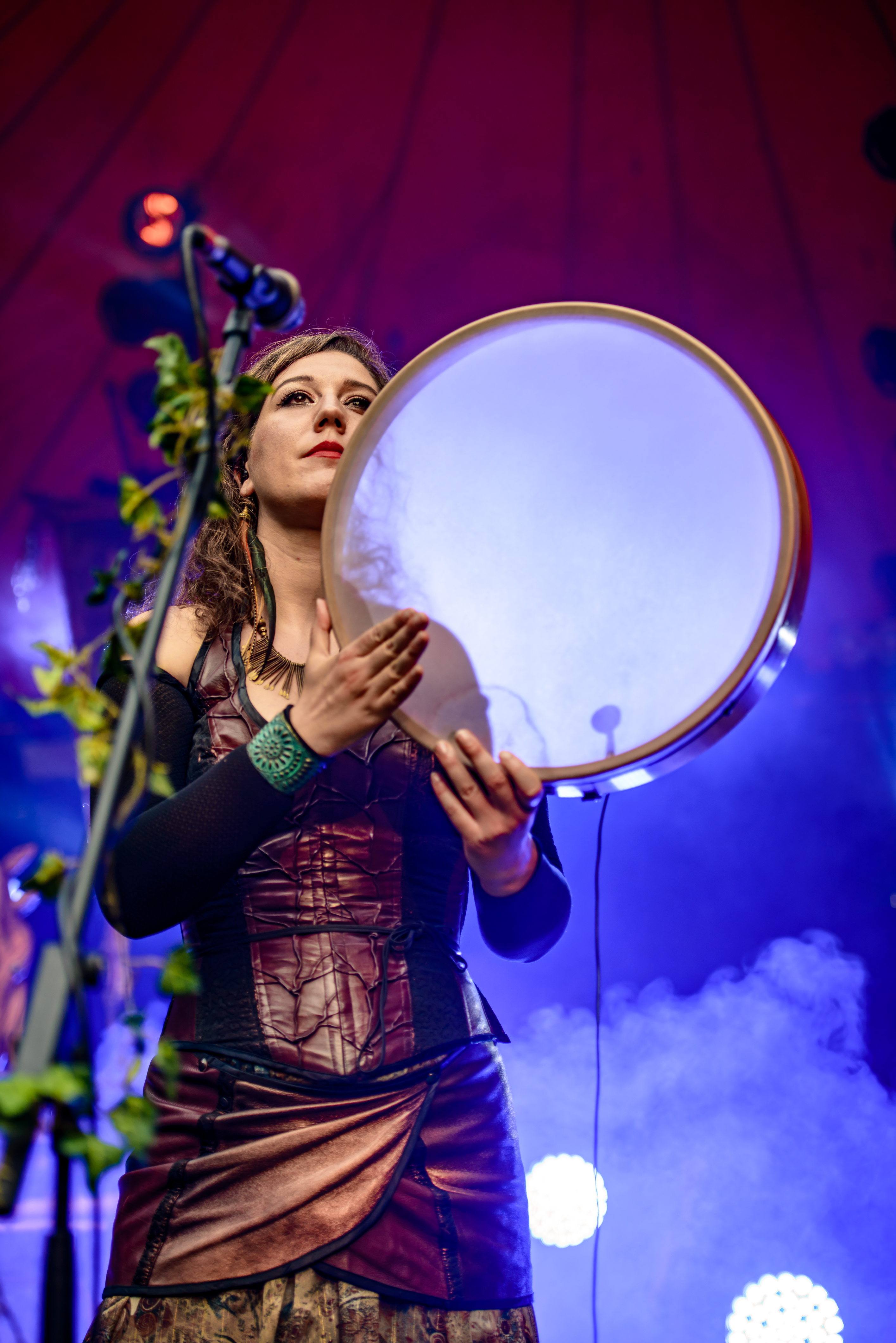
Katja Moslehner en 2016.

- Fiona Rüggeberg (1998 - 2020) – chant, flûtes, cornemuses, seljefloit
- Birgit Muggenthaler (1998 - 2000) – chant, flûtes, cornemuses, chalémie
- Lisa Pawelke (1998 - 2008) – chant, vielle à roue
- Sandra Elflein (2008 - 2010) – chant, violon, vielle à roue
- Rairda (2010 - 2012) – chant, violon, vielle à roue
- Sonja Drakulich (2012 - 2014) – chant, tympanon, percussions
- Katja Moslehner (2013 - 2017) – chant, percussions

## Discographie

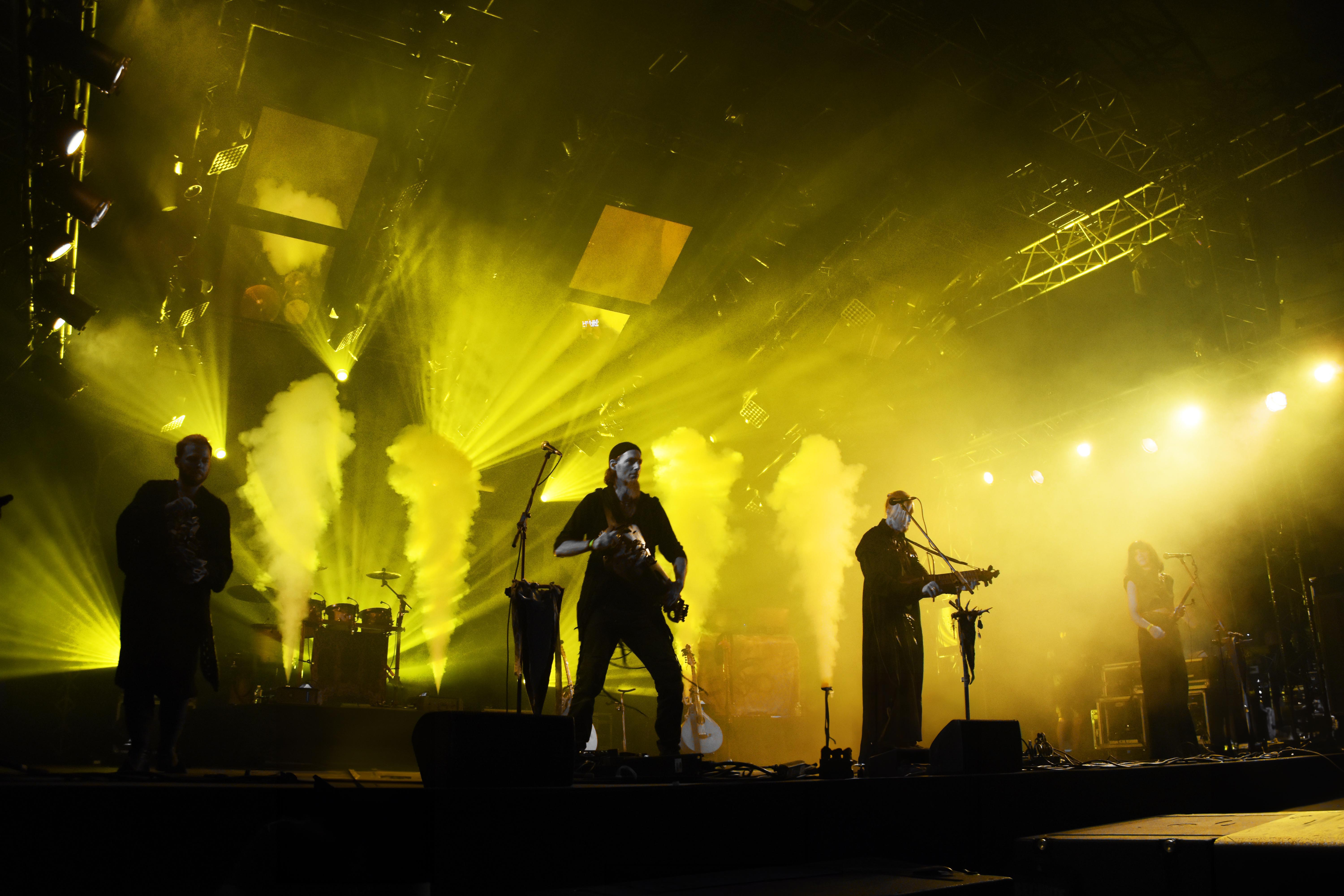
Au Motocultor 2024

### Albums studio
- Zaubersprüche (2002)
- Licht (2003)
- Renaissance (2005)
- Totem (2007)
- Buch der Balladen (2009)
- Eden (2011)
- Von den Elben (2013)
- Luna (2014)
- Midgard (2016)
- Märchen & Mythen (2019)
- Pagan (2022)

### Albums et concertslive
- Lichtbilder (DVD, 2004)
- Ornament (DVD, 2007)
- Faun and the Pagan Folk Festival (2008)

### Compilations
- Eden Re/Vealed (EP, 2011) [Cet album, offert exclusivement à l'achat du numéro de juillet 2011 de Sonic Seducer, contient des remixes et des versions alternatives de titres présents sur l'album Eden].
- XV - Best of (2018)